# Tadeusz Grudziński
Tadeusz Grudziński (ur. 1 marca 1924 w Woli Karczewskiej, zm. 29 listopada 2015) – polski naukowiec, historyk-mediewista specjalizujący się m.in. w dziejach wczesnośredniowiecznej Europy i Polski. 

## Życiorys
W czasie II wojny światowej uczęszczał na tajne komplety w Otwocku, gdzie w 1943 ukończył szkołę średnią. W 1944 pracował fizycznie we młynie. Był członkiem Armii Krajowej, a w latach 1944–1945 służył w 2 Armii Wojska Polskiego. 
Po wojnie trafił do Torunia, gdzie w 1949 ukończył studia historyczne i został zatrudniony w Katedrze Historii Polski Średniowiecznej Uniwersytetu Mikołaja Kopernika. W 1950 uzyskał stopień doktora, temat jego rozprawy brzmiał Bolesław Szczodry. Zarys dziejów panowania, a promotorem był Bronisław Włodarski. W 1955 uzyskał habilitację. W 1966 otrzymał tytuł profesora nadzwyczajnego, a w 1978 – profesora zwyczajnego.
Na UMK pracował do przejścia na emeryturę w 1985. W latach 1970–1972 był członkiem senatu uczelni. Kierował Zakładem Historii Słowiańszczyzny Zachodniej (1957–1969), Katedrą Historii Polski Średniowiecznej (1966–1969) i Zakładem Historii Średniowiecza (1969–1980). W latach 1966–1972 był dyrektorem Instytutu Historii i Archiwistyki UMK. Wśród wypromowanych przez niego doktorów znalazł się, m.in.: Stefan Franciszek Kwiatkowski (1976), Tomasz Tadeusz Nowakowski (1986). 
Ojciec Przemysława Grudzińskiego. Pochowany na cmentarzu św. Jerzego w Toruniu. 
Odznaczony Srebrnym Krzyżem Zasługi (1954). 

## Wybrane publikacje
- Polityka papieża Grzegorza VII wobec państw Europy Środkowej i Wschodniej 1073–1080 (1959)
- Pertraktacje merseburskie z 1135 roku (1968)
- Bolesław Śmiały-Szczodry i biskup Stanisław. dzieje konfliktu (1982, ISBN 83-223-1966-5)